# Västra Vallgatan

Västra Vallgatan är en gata i Varberg. Den utgjorde stadens västra gräns i det gatunät som ritades upp efter den stora stadsbranden i Varberg på Platsarna 1666.
Västra Vallgatan är idag en hårt trafikerad genomfartsgata för trafik mellan Varbergs norra och södra delar. Gatan är förhållandevis smal, med bara ett körfält i vardera riktningen. Detta bromsar upp trafikrytmen, och sommartid uppstår ofta trafikstockningar. Kommunen försöker leda om genomfartstrafik via Västkustvägen och Österleden, som är moderna trafikleder med högre hastighetsgränser. Under sommaren 2008 var en del av Västra Vallgatan gågata på försök, vilket möttes av blandad kritik. Sedan sommaren 2009 är Västra Vallgatan gångfartsområde.
Största delen av bebyggelsen vid Västra Vallgatan är uppförd under 1900-talet. Vissa äldre hus från 1800-talet har under 1900-talet kraftigt förändrats. Det nyaste tillskottet till bebyggelsen är kvarteret Kyrkoherden, som uppfördes 2004–2005. Kvarteret var dessförinnan en grusplan som fungerade som parkeringsplats. Vid Västra Vallgatan låg också det Gerlachska huset, som trots omfattande protester revs 1977.
På grund av den hårda trafiken är Västra Vallgatan en av de minst inbjudande i Varberg. Dock finns några mindre uteserveringar vid pizzerior.